# Linguistique
La linguistique est une discipline scientifique s'intéressant à l'étude du langage. Elle n'est pas prescriptive mais descriptive. La prescription correspond à la norme, c'est-à-dire ce qui est jugé correct linguistiquement : cela est l'apanage des académies et des grammairiens. À l'inverse, la linguistique se contente de décrire la langue telle qu'elle est et non telle qu'elle devrait être.
On trouve des témoignages de réflexions sur le langage dès l'Antiquité avec des philosophes comme Platon. Cependant il faut attendre le XXe siècle pour voir se dégager une approche scientifique autour des faits de langues. Ferdinand de Saussure a grandement contribué à la description du langage et des langues, notamment avec son influent Cours de linguistique générale (1916) qui est devenu un classique dans ce domaine, et a imposé la conception structurale du langage qui domine largement la linguistique contemporaine en dépit des conflits d'écoles. André Martinet a aussi contribué à cette discipline avec son ouvrage Éléments de linguistique générale présentant les divers faits de langues. On peut également citer Noam Chomsky, qui a posé les bases de la linguistique générative, qui est un modèle parmi d'autres.
Le travail descriptif de la linguistique peut se faire selon trois axes principaux :
- études en synchronie et diachronie : l'étude synchronique d'une langue s'intéresse seulement à cette langue à un moment donné de son histoire, à un seul de ses états, tandis que l’étude diachronique s'intéresse à son histoire, à son évolution, la situe dans une famille de langues, et décrit les changements structurels qu'elle a subis dans le temps ;
- études théoriques et appliquées : la linguistique théorique étudie la création de structures permettant la description individuelle de langues ainsi que les théories cherchant à dégager des invariances ou des symétries ;
- études contextuelles et indépendantes : l'étude contextuelle avec la sociolinguistique indique qu’on s’intéresse aux interactions et aux relations entretenues entre le langage et le monde, tandis que l'étude indépendante indique qu’on considère le langage pour lui-même, indépendamment de ses conditions extérieures.

## Domaines de la linguistique théorique
La linguistique théorique est souvent divisée en domaines séparés et plus ou moins indépendants, qui correspondent à différents niveaux d'analyse du signal linguistique :
- phonétique : étude des sons ou phones produits par l'appareil phonatoire humain ;
- phonologie : étude des sons ou phonèmes d'une langue donnée ;
- morphologie : étude des types et de la forme des lemmes ;
- syntaxe : étude de la combinaison des monèmes pour former des énoncés et des phrases ;
- sémantique : étude du sens des lemmes, des phrases et des énoncés ;
- stylistique : étude du style d'un énoncé littéraire ou non (le style constitue-t-il un écart par rapport à une norme ?) ;
- pragmatique : étude de l'utilisation (littérale, figurée ou autre) des énoncés dans les actes d'énonciation ;
- cohérence : étude des facteurs de cohérence dans le traitement du langage naturel.

## Synchronie et diachronie
Alors que la linguistique synchronique s'attache à décrire les langues à un moment donné de leur histoire (le plus souvent le présent), la linguistique diachronique examine comment les langues évoluent au cours du temps — que ces changements concernent la prononciation (on parle alors de phonétique historique), le sens et l'histoire des mots (c'est là l'étymologie qui est concernée), voire plusieurs aspects — parfois à travers plusieurs siècles. Le premier à avoir distingué ces deux types d'études est Ferdinand de Saussure. La linguistique historique jouit d'une longue et riche histoire. C'est d'ailleurs de cette branche de la linguistique que sont nées les autres approches. Elle repose sur des postulats théoriques jugés solides (comme les lois phonétiques).
Une discipline comme la linguistique comparée repose principalement sur une optique historique.

## Linguistique des langues
La linguistique peut s'attacher à une langue en particulier (par exemple au français, et on parle alors de linguistique française) ou à un groupe de langues (exemples : linguistique romane, linguistique germanique, linguistique finno-ougrienne, linguistique indo-européenne) ou à des langues géographiquement groupées (exemples : linguistique balkanique, linguistique africaine).
Au contraire de la linguistique théorique, qui cherche à décrire, de manière générale, une langue donnée ou le langage humain, la linguistique appliquée se sert de ces recherches pour les appliquer à d'autres domaines comme la didactique des langues, la pathologie du langage, la lexicographie (ou dictionnairique), la synthèse ou la reconnaissance vocale (ces deux dernières approches étant ensuite utilisées en informatique pour fournir des interfaces vocales, par exemple), l'intelligence artificielle.

## Locuteur individuel, communautés linguistiques et caractéristiques universelles du langage
Plusieurs approches linguistiques sont possibles selon l'étendue de l'objet d'étude : certaines analysent la langue d'un locuteur donné, d'autres des développements généraux sur la langue. On peut aussi étudier la langue d'une communauté bien précise, comme l'argot des banlieues, ou bien rechercher les caractéristiques universelles du langage partagées par tous les hommes. C'est cette dernière approche, la linguistique générale, dont le pionnier a été Ferdinand de Saussure, qui a été retenue par Noam Chomsky et qui trouve des échos en psycholinguistique et dans les sciences cognitives. On peut penser que ces caractéristiques universelles sont susceptibles de révéler des éléments importants concernant la pensée humaine en général. Voir par exemple les fonctions du langage.

## Linguistique contextuelle
La linguistique contextuelle est un domaine dans lequel la linguistique interagit avec d'autres disciplines. Elle étudie par exemple comment le langage interagit avec le reste du monde.
La sociolinguistique, la linguistique anthropologique et l'anthropologie linguistique sont des domaines ressortissant à la linguistique contextuelle dans lesquels on étudie les liens entre le langage et la société. Dans le contexte juridique, la jurilinguistique examine les signes et énoncés linguistiques que le droit emploie et produit.
De même, l'analyse critique du discours est un point de rencontre entre la rhétorique, la philosophie et la linguistique. Il est ainsi possible de parler d'une philosophie du langage.
D'autre part, l'étude médicale du langage conduit à des approches psycholinguistique et neurolinguistique.
Enfin, appartiennent aussi à la linguistique contextuelle des domaines de recherches comme l'acquisition du langage, la linguistique évolutionniste, la linguistique stratificationnelle ainsi que les sciences cognitives.

### Domaines de recherches de la linguistique
Phonétique, phonologie, diglossie, syntaxe, sémantique, pragmatique, étymologie, lexicologie, lexicographie, linguistique théorique, linguistique comparée, sociolinguistique, dialectologie, linguistique descriptive, psycholinguistique, typologie linguistique, linguistique informatique, sémiotique, écriture, cohérence du langage naturel, etc., sont parmi les domaines les plus courants.

### Recherches interdisciplinaires
Linguistique appliquée, linguistique cognitive, linguistique historique, orthographe, grammatologie, cryptanalyse, déchiffrement, anthropologie linguistique, linguistique anthropologique, analyse critique du discours, psycholinguistique, acquisition du langage, traitement automatique des langues, reconnaissance vocale, reconnaissance du locuteur, synthèse vocale et, plus généralement, traitement de la parole, sont de telles disciplines. Il est visible que la linguistique comprend divers chantiers de recherche.
La créolistique qui s’est donné la tâche d’étudier les langues issues du colonialisme (exemples : papiamentu de Curazao, la langue de Cap-vert) devient de plus en plus importante.

## Démarche descriptive, démarche prescriptive
Les linguistes utilisent une démarche purement descriptive lors de leurs recherches. Ils cherchent à décrire la langue telle qu’elle est utilisée et expliquer la nature du langage, sans porter de jugements. Les dimensions pour décrire la linguistique incluent la phonétique, la phonologie, la syntaxe, la lexicologie et la sémantique. C’est ce qui est utilisé pour déterminer les différences entre les accents et dialectes régionaux d’une même langue.
La démarche prescriptive ou normative cherche à décrire comment une langue doit être utilisée, son « bon usage ». Cela inclut l’application des règles et conventions linguistiques et grammaticales pour déterminer si une langue est bien utilisée ou non. La linguistique prescriptive/normative est la langue qui est enseignée lorsqu’une personne apprend une langue, c'est considéré comme le « standard » de la langue. La prescription est souvent appliquée à l’écriture, mais peut aussi être utilisée pour la parole. La linguistique prescriptive pourrait aussi analyser un accent ou dialecte régional et le comparer à la langue « standard », pour déterminer ce que le locuteur fait d’incorrect dans la parole. Lorsqu’il y a une correction d’un texte écrit, ces corrections sont aussi un exemple de linguistique prescriptive.
Par exemple, avec la phrase « il veux pas que tu va rendre visite lui », la linguistique descriptive décrira cette phrase avec les sons, les terminaisons, les mots et la structure de la phrase utilisée. Les grammairiens descriptifs décriront la démarche mentale d’une personne écrivant cette phrase. La linguistique prescriptive aurait plus de jugements, en indiquant qu'il y a plusieurs erreurs grammaticales et syntaxiques présentes. Les grammairiens prescriptifs diraient que la phrase est agrammaticale et donneraient probablement la version corrigée de la phrase « il ne veut pas que tu ailles lui rendre visite ».
La plus grande différence entre les deux démarches est que l’une observe une langue de façon objective et sans porter de jugement pendant que l’autre observe une langue de façon subjective, en déterminant ce qui est bien écrit ou non.

## Parole et écriture
La plupart des travaux en linguistique, à l'heure actuelle[Depuis quand ?], partent du principe que la langue parlée est première, et que la langue écrite n'en est qu'un reflet secondaire.
Plusieurs raisons sont évoquées :
- alors que la parole est universelle[réf. nécessaire], l'écriture ne l'est pas ;
- l'apprentissage de la langue parlée est bien plus aisé et rapide que celui de la langue écrite[réf. nécessaire] ;
- nombre de scientifiques des sciences cognitives pensent qu'il existe dans le cerveau un module du langage qu'il n'est possible de connaître qu'à travers la langue parlée.

Bien sûr, les linguistes reconnaissent que l'étude de la langue écrite est loin d'être inutile. L'étude de corpus écrits, à cet égard, est primordiale en linguistique informatique, les corpus oraux étant difficiles à créer et à trouver. D'autre part, l'étude des systèmes d'écriture, ou grammatologie, ressortit pleinement à la linguistique. Enfin, les langues dotées d'une tradition écrite ancienne ne sont pas imperméables à des effets rétroactifs de l'écrit sur l'oral : le mot français legs, par exemple, dans lequel le g n'est pas étymologique, est le plus souvent prononcé /lεg/, par influence de la graphie, alors qu'à l'origine on disait /le/.

### Représentation écrite de la parole
Il existe de nombreuses méthodes utilisées pour transcrire par écrit la parole, comme l'Alphabet phonétique international de l'Association phonétique internationale, ou API, méthode la plus commune actuellement[C'est-à-dire ?]. Celles-ci peuvent tendre à une extrême précision (on parle de transcription fine) et tenter de représenter les particularités phonétiques d'un locuteur précis, ou bien ne décrire que très généralement les oppositions fondamentales entre phonèmes d'une langue ; il s'agit là de transcription phonologique (ou phonétique large).
En France, d'autres systèmes existent, comme la notation de Bourciez, propre à la phonétique historique du français et, plus généralement, des langues romanes. Chaque pays doté d'une tradition linguistique a pu développer ses systèmes de transcription. C'est pourtant l'API qui, aujourd'hui, prédomine dans la recherche.
Lorsqu'il n'est pas possible d'utiliser l'API pour des raisons techniques, il existe plusieurs méthodes permettant de transcrire l'API dans un système n'utilisant que des caractères présents dans tous les jeux de caractères, comme le SAMPA.
Consulter aussi cette liste de méthodes de transcription.

## Langage et genre
Les recherches linguistiques sur le genre recouvrent une grande diversité de travaux en sciences humaines et sociales et en sciences du langage. Le foisonnement des travaux sur le langage, la langue, le discours, le genre, le sexe et les sexualités donne une visibilité et une légitimité à ce champ de recherche : langage et genre.
Les études sur le genre et le langage se sont développés dans le sillage des sociolinguistiques américaines. Les premiers travaux étudient la pratique de la langue par les femmes ; leur vocabulaire serait moins important que celui des hommes, les hommes et les femmes ne parleraient pas la même langue. La langue des hommes serait la langue de référence et celle des femmes la langue dite « faible », les femmes présentant un déficit cognitif et linguistique. Ce paradigme sexiste perdure jusque dans les années 1970.
Il est remis en cause par l'anthropologie linguistique et culturelle qui s'intéresse à la domination exercée par les hommes sur les femmes à travers le langage. L'étude des genres et des styles discursifs dans des sociétés non occidentales permet de souligner que les parlers masculin et féminin relèvent de stéréotype sexistes.
De même, dès les années 1940, des recherches ont tenté d'identifier un parler gay et lesbien. Ces recherches présupposaient l'existence d'une identité homosexuelle universelle. Déborah Cameron et Don Kulick en font une critique sévère dans leur ouvrage The language and sexuality reader publié en 2006.
C'est finalement l'ouvrage de Robin Lakoff, Language and women's place, publié en 1975 qui marque la naissance des études sur le genre et le langage aux États-Unis. Il appréhende les pratiques linguistiques des femmes comme effets de la domination masculine.
Les recherches linguistiques sur les styles de communication et interactionnels attribuent les différences à des socialisations différenciées. Les compétences communicationnelles féminines sont valorisées. Ce paradigme rencontre un large public avec le succès de l'ouvrage Décidément, tu ne me comprends pas! de Deborah Tannen publié en 1993.
Dans le même temps, de nombreux travaux francophones analysent le sexisme de la langue française. Des travaux féministes questionnent les liens entre langue, sexage, sexisme et sexualité. En 1978, Marina Yaguello étudie l'aliénation des femmes dans et par la langue, dans son essai Essai d'approche sociolinguistique de la condition féminine.
Au Québec, puis en Suisse et en Belgique les premières recommandations pour la féminisation des noms de métiers et fonctions sont publiées. En France, le débat se cristallise, dès les années 1980.
L’ouvrage Parlers masculins, parlers féminins ? de Verena Aebischer et Claire Forel, publié en 1983, interroge les stéréotypes linguistiques et les stratégies conversationnelles et propose de dépasser la perspective différentialiste. Des travaux de sémiologie, de sémantique, de lexicologie mettent au jour les dissymétries lexicales, les désignations péjorantes des femmes, l'occultation des femmes par le masculin dit « générique ». Ces travaux font le parallèle entre la dévalorisation et l'invisibilisation du féminin dans la langue et les femmes dans la société.
Trois ouvrages marquent une étape importante pour la recherche linguistique sur le genre en France. Il s'agit de Langage, genre et sexualité sous la direction d'Alexandre DuChêne et Claudine Moïse, publié en 2001, Intersexion : langues romanes, langues et genre de Fabienne Baider en 2011 et de La face cachée du genre. Langage et pouvoir des normes de Natacha Chetcuti et Luca Gréco en 2012.
Ces recherches rejoignent parfois la linguistique queer qui remet en cause la binarité de sexe et les systèmes de catégorisations. Il ne s'agit plus d'étudier le parler des hommes, des femmes, des gays, des lesbiennes mais comment les normes sont construites et inscrites dans la langue et comment les personnes les construisent ou les déconstruisent dans le discours.
La recherche linguistique sur le genre, en montrant l'inscription des normes dans la langue et en remettant en cause leur immuabilité, participe à la déstabilisation de ces normes.

## Linguistes importants et écoles de pensée

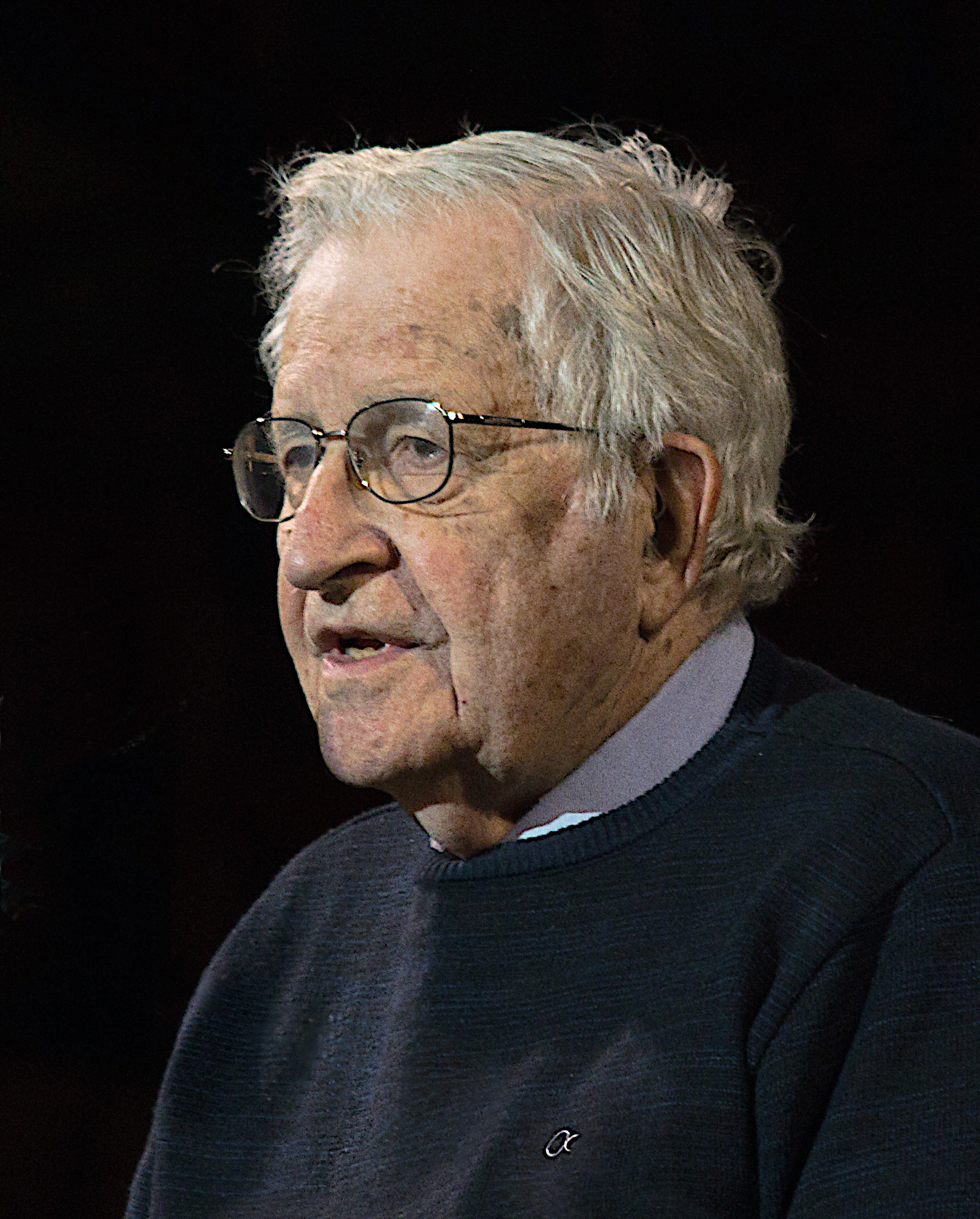
Noam Chomsky, théoricien de la linguistique générative.

Parmi les premiers linguistes d'importance, il convient de compter Jacob Grimm, qui, en 1822, a compris et décrit la nature des modifications phonétiques touchant les consonnes dans les langues germaniques (modifications décrites dans la loi de Grimm). À sa suite, Karl Verner, inventeur de la loi portant son nom, August Schleicher, créateur de la Stammbaumtheorie et Johannes Schmidt, qui a développé la Wellentheorie (modèle par vagues) en 1872.
Ferdinand de Saussure peut être considéré comme le fondateur de la linguistique structuraliste (ce terme lui étant postérieur) et, pendant longtemps, comme le père de la linguistique moderne. Il s'est opposé au behaviorisme.
Edward Sapir, linguiste et anthropologue américain, contemporain de F. de Saussure, développa, au début du XXe siècle, sa théorie dite du relativisme linguistique. Celle-ci démontre que le langage n'est pas qu'un moyen de communication. Il peut aussi servir de représentation symbolique des objets. Sapir, par ce biais, donne au langage une fonction expressive et symbolique.
Dans les années 1920, Roman Jakobson fut l'un des chefs de file du formalisme russe et du Cercle linguistique de Prague (invention de la phonologie).
Gustave Guillaume, s'opposant à Saussure, étudie la langue d'un point de vue plus phénoménologique (Temps et verbe, 1929). De nombreux adeptes perpétuent ou redécouvrent aujourd'hui sa théorie.
Le modèle formel du langage développé par Noam Chomsky, ou grammaire générative et transformationnelle, s'est développé sous l'influence de son maître distributionnaliste, Zellig Harris, lequel suivait déjà fortement les préceptes distributionalistes de Leonard Bloomfield. Ce modèle s'est imposé depuis les années 1960 dans le domaine de la linguistique cognitive (compétence et performance).
En France, les travaux du linguiste André Martinet, chef de file du fonctionnalisme, sont notables, ainsi que ceux de Gustave Guillaume, précité, d'Antoine Culioli et de Lucien Tesnière.
La linguistique n'exclut pas forcément le grand public, pas plus que la sémiotique : témoins les ouvrages de vulgarisation d'Henriette Walter, d'Umberto Eco ou de Jean-Marie Klinkenberg.
Sur les applications en communication, il faut noter les travaux de Roman Jakobson, qui a établi un modèle linguistique de communication, composé de six fonctions associées à des agents de communication.

## Dans la fiction

### Littérature
- (en) David Carkeet, Double Negative, Overlook Press, 2010, 224 p. (ISBN 978-2-7578-6269-8 et 2-7578-6269-3)

### Cinéma
- Premier contact (Arrival), film de Denis Villeneuve sorti en 2016 ; dans ce film, une linguiste, Louise Banks, dirige une équipe d'experts qui tente de comprendre les intentions de mystérieux vaisseaux extraterrestres apparus en douze points du globe[16]. Elle tentera d'appréhender leur langue grâce à ses compétences. Le film utilise la théorie de Sapir-Whorf.

### Listes
- Liste de linguistes
- Liste des notions utilisées en linguistique
- Langues par famille
- Liste de langues